# أشلي هينشو
أشلي هينشو (بالإنجليزية: Ashley Hinshaw) (مواليد 11 ديسمبر 1988) ممثلة وعارضة أمريكية، قادتها خبرتها في مجال العرض أن تعمل كحكم مسابقة جمال في مسلسل تلفاز الواقع Made في عام 2008.بدأت بالعمل في مجال التمثيل عام 2009 بدور صغير في مسلسل فتاة النميمة كما ظهرت في عدد من أدوار شرفية منها في مسلسل الخيال العلمي فرينج, في 2010 قامت بدور أقرب صديقات البطلة في الفيلم الكوميدي لول نسخة الأمريكية بطولة مايلي سايرس من الفيلم الفرنسي 2008 لول (اضحك بصوت عال) , في 2011 شاركت في فيلم الأبطال الخوارق وقائع في دور كيسي ليتر وفي 2015 ظهرت في الموسم الثاني لمسلسل الدرامي ترو ديتكتيف في دور لاسي لينديل .

## حياتها الخاصة
بدأت تواعد الممثل الأمريكي توفر جريس في يناير 2014. في يناير 2015 وتم خطبتهما في 29 مايو 2016 ، تزوجت جريس وهينشو بالقرب من سانتا باربرا ، كاليفورنيا. في 1 أغسطس 2017 ، أكدت هينشو أنها وجريس كانا يتوقعان طفلهما الأول ؛ ولدت ابنتهما في نوفمبر 2017. في 5 يناير 2020 ، أكدت هينشو أنها تتوقع مع جريس طفلهما الثاني معًا.

## الأعمال

### أفلام
| السنة | العنوان | الدور |
| ----- | ------- | ----- |
| 2013  | +1      | غيل   |

## روابط خارجية
- أشلي هينشو على موقع IMDb (الإنجليزية)
- أشلي هينشو على موقع ميتاكريتيك (الإنجليزية)
- أشلي هينشو على موقع روتن توميتوز (الإنجليزية)
- أشلي هينشو على موقع قاعدة بيانات الأفلام العربية
- أشلي هينشو على موقع ألو سيني (الفرنسية)
- أشلي هينشو على موقع أول موفي (الإنجليزية)
- أشلي هينشو على موقع قاعدة بيانات الأفلام السويدية (السويدية)
- أشلي هينشو على موقع قاعدة بيانات الفيلم (الإنجليزية)
- أشلي هينشو على موقع ليتربوكسد (الإنجليزية)
- أشلي هينشو على موقع كينوبويسك (الروسية)